# Tupaia hypochrysa
Tupaia hypochrysa is een zoogdier uit de familie van de echte toepaja's (Tupaiidae). De wetenschappelijke naam van de soort werd voor het eerst geldig gepubliceerd door Oldfield Thomas in 1895. De soort werd tot 2013 als ondersoort van de gewone toepaja (T. glis) gerekend, maar uit onderzoek bleek het een aparte soort te zijn.

## Voorkomen
De soort komt voor in Indonesië op Java, waar het alleen voorkomt in het westen van het eiland.